# ایوانا هلوژکووا
ایوانا هلوژکووا (انگلیسی: Ivana Hloužková؛ ‏ تلفظ در چکی: [ˈɪvana ˈɦlou̯ʃkovaː]؛ زادهٔ ۶ ژوئن ۱۹۶۰ - ۶ مارس ۲۰۲۳) بازیگر اهل چکسلواکی است.
از فیلم‌ها یا مجموعه‌های تلویزیونی که وی در آن‌ها نقش داشته‌است، می‌توان به قلعه اشاره نمود.